# Blair Cochrane
Blair Onslow Cochrane (Darlington, Durham, 11 de setembre de 1853 - Bembridge, Illa de Wight, 7 de desembre de 1928) va ser un regatista anglès que va competir a cavall del segle xix i el segle xx.
El 1908 va prendre part en els Jocs Olímpics de Londres, on va guanyar la medalla d'or en la categoria de 8 metres del programa de vela. Cochrane navegà a bord del vaixell Cobweb, on feia de timoner, junt a Arthur Wood, Henry Sutton, John Rhodes i Charles Campbell.